# Lịch sử hành chính Bình Định
Bình Định là một tỉnh cũ thuộc duyên hải Nam Trung Bộ. Phía bắc giáp tỉnh Quảng Ngãi, phía nam giáp tỉnh Phú Yên, phía đông giáp Biển Đông, phía tây giáp tỉnh Gia Lai.

## Sau năm 1975
Sau ngày 30 tháng 4 năm 1975, hai tỉnh Quảng Ngãi và Bình Định hợp nhất thành tỉnh Nghĩa Bình. Khi mới hợp nhất, tỉnh Nghĩa Bình có 17 đơn vị hành chính gồm 2 thị xã: thị xã Quy Nhơn (thủ phủ), thị xã Quảng Nghĩa và 15 huyện: An Nhơn, Ba Tơ, Bình Sơn, Đức Phổ, Hoài Ân, Hoài Nhơn, Mộ Đức, Nghĩa Minh, Phù Cát, Phù Mỹ, Phước Vân, Sơn Hà, Sơn Tịnh, Tây Sơn, Trà Bồng.

### Năm 1978: Quyết định 73-BT
- Quyết định 73-BT[1] ngày 20 tháng 4 năm 1978 của Bộ trưởng Phủ Thủ tướng về việc hợp nhất xã Trà Tây thuộc huyện Trà Bồng, tỉnh Nghĩa Bình thành một xã lấy tên là xã Trà Thọ thuộc huyện Trà Bồng:
- Huyện Trà Bồng

1. Hợp nhất xã Trà Tây thuộc huyện Trà Bồng, tỉnh Nghĩa Bình thành một xã lấy tên là xã Trà Thọ thuộc huyện Trà Bồng cùng tỉnh.

### Năm 1978: Quyết định 270-CP
- Quyết định 270-CP[2] ngày 23 tháng 10 năm 1978 của Hội đồng Chính phủ về việc thành lập vùng kinh tế mới Bình Khương một xã mới lấy tên là xã Bình An thuộc huyện Bình Sơn, tỉnh Nghĩa Bình:
- Huyện Bình Sơn

1. Thành lập ở vùng kinh tế mới Bình Khương một xã mới lấy tên là xã Bình An thuộc huyện Bình Sơn, tỉnh Nghĩa Bình.

### Năm 1979: Quyết định 127-CP
- Quyết định 127-CP[3] ngày 24 tháng 3 năm 1979 của Hội đồng Chính phủ về việc điều chỉnh địa giới một số xã, thị trấn thuộc tỉnh Nghĩa Bình:
- Huyện Đức Phổ

1. Chia xã Phổ An Quang thành hai xã lấy tên là xã Phổ An và xã Phổ Quang.

- Huyện Phù Cát

1. Chia xã Cát Trinh thành hai xã lấy tên là xã Cát Trinh và xã Cát Tân.

- Huyện An Nhơn

1. Thành lập thị trấn huyện lỵ của huyện An Nhơn lấy tên là thị trấn Bình Định.

- Huyện Tây Sơn

1. Thành lập một thị trấn mới thuộc huyện Tây Sơn lấy tên là thị trấn Phú Phong.

- Huyện Sơn Hà

1. Hợp nhất xã Sơn Bua và xã Sơn Mùa thành một xã lấy tên là xã Sơn Mùa.

- Thị xã Quy Nhơn

1. Tách thôn Hội Lộc của xã Nhơn Lý thuộc thị xã Quy Nhơn, lập thành một xã mới lấy tên là xã Nhơn Hội.

- Thị xã Quảng Nghĩa

1. Chia xã Nghĩa Lộ thành hai xã lấy tên là xã Nghĩa Phú và xã Nghĩa Chánh.

### Năm 1979: Quyết định 175-CP
- Quyết định 175-CP[4] ngày 23 tháng 4 năm 1979 của Hội đồng Chính phủ về việc đổi tên xã Nghĩa Phú thuộc thị xã Quảng Nghĩa, tỉnh Nghĩa Bình thành xã Nghĩa Lộ:
- Thị xã Quảng Nghĩa:

1. Đổi tên xã Nghĩa Phú thuộc thị xã Quảng Nghĩa, tỉnh Nghĩa Bình, thành xã Nghĩa Lộ.

### Năm 1981: Quyết định 41-HĐBT
- Quyết định 41-HĐBT[5] ngày 23 tháng 9 năm 1981 của Hội đồng Bộ trưởng về việc thành lập huyện thuộc tỉnh Nghĩa Bình:

1. Chia huyện Phước Vân thành hai huyện lấy tên là huyện Tuy Phước và huyện Vân Canh.
  1. Huyện Tuy Phước gồm có các xã Phước An, Phước Long, Phước Nghĩa, Phước Lộc, Phước Hiệp, Phước Quang, Phước Hoà, Phước Thắng, Phước Sơn, Phước Thuận, Phước Hưng, Phước Thành. Trụ sở huyện đóng tại xã Phước Nghĩa.
  2. Huyện Vân Canh gồm có các xã Canh Liên, Canh Thuận, Canh Hoà, Canh Hiệp. Trụ sở huyện đóng tại xã Canh Thuận.
2. Chia huyện Tây Sơn thành hai huyện lấy tên là huyện Tây Sơn và huyện Vĩnh Thạnh.
  1. Huyện Tây Sơn gồm có các xã Bình Giang, Bình Phú, Bình Tường, Bình Nghi, Bình An, Bình Thành, Bình Hoà, Bình Hiệp, Vĩnh An và thị trấn Phú Phong. Trụ sở huyện đóng tại thị trấn Phú Phong.
  2. Huyện Vĩnh Thạnh gồm có các xã Vĩnh Sơn, Vĩnh Hoà, Vĩnh Kim, Vĩnh Hảo, Vĩnh Hiệp, Bình Quang. Trụ sở huyện đóng tại xã Vĩnh Hảo.
3. Chia huyện Hoài Ân thành hai huyện lấy tên là huyện Hoài Ân và huyện An Lão.
  1. Huyện Hoài Ân gồm có các xã Ân Hảo, Ân Tín, Ân Thành, Ân Phong, Ân Đức, Ân Tường, Ân Nghĩa, Ân Hữu, Ân Sơn, ĐakMang, Bok Tới. Trụ sở huyện đóng tại xã Ân Đức.
  2. Huyện An Lão gồm có các xã An Quang, An Trung, An Hưng, An Dũng, An Vinh, An Toàn, An Hoà. Trụ sở huyện đóng tại xã An Trung.
4. Chia huyện Nghĩa Minh thành hai huyện lấy tên là huyện Nghĩa Hành và huyện Minh Long.
  1. Huyện Nghĩa Hành gồm có các xã Hành Minh, Hành Thuận, Hành Dũng, Hành Đức, Hành Phước, Hành Thịnh, Hành Thiện, Hành Tín. Trụ sở huyện đóng tại xã Hành Minh.
  2. Huyện Minh Long gồm có các xã Long Môn, Long Mai, Long Hiệp, Long Sơn, Thanh An. Trụ sở huyện đóng tại xã Long Hiệp.
5. Chia thị xã Quảng Nghĩa thành thị xã Quảng Ngãi và huyện Tư Nghĩa.
  1. Thị xã Quảng Ngãi gồm có các phường Nguyễn Nghiêm, Trần Phú, Lê Hồng Phong, Trần Hưng Đạo và các xã Nghĩa Lộ, Nghĩa Dõng, Nghĩa Chánh (trừ xóm La Tà nhập vào xã Nghĩa Thương, huyện Tư Nghĩa) và Quảng Phú (gồm thôn 2 và thôn 3 của xã Nghĩa Điền đưa sang).
  2. Huyện Tư Nghĩa gồm có các xã Nghĩa Lâm, Nghĩa Thắng, Nghĩa Kỳ, Nghĩa Trung,Nghĩa Hiệp, Nghĩa Phương, Nghĩa Hoà, Nghĩa An, Nghĩa Hà, Nghĩa Thương, Nghĩa Điền. Trụ sở huyện đóng tại xã Nghĩa Trung.
  3. Chia xã Nghĩa Dõng thuộc thị xã Quảng Ngãi thành 2 xã lấy tên là xã Nghĩa Dõng và xã Nghĩa Dũng.

### Năm 1981: Quyết định 80-HĐBT
- Quyết định 80-HĐBT[6] ngày 23 tháng 9 năm 1981 của Hội đồng Bộ trưởng về việc phân vạch địa giới một số xã thuộc tỉnh Nghĩa Bình:
- Huyện Tuy Phước

1. Chia xã Phước Long thành hai xã lấy tên là xã Phước Long và xã Phước Thạnh.
2. Chia xã Phước Thành thành ba xã lấy tên là xã Canh Hiển, xã Canh Vinh và xã Phước Thành

- Huyện Tuy Phước, huyện Vân Canh

1. Sáp nhập xã Canh Hiển và xã Canh Vinh của huyện Tuy Phước vào huyện Vân Canh

- Thị xã Quy Nhơn

1. Chia xã Nhơn Thạnh thành hai xã lấy tên là xã Nhơn Phú và xã Nhơn Bình.

### Năm 1983: Quyết định 123-HĐBT
- Quyết định 123-HĐBT[7] ngày 29 tháng 10 năm 1983 của Hội đồng Bộ trưởng về việc phân vạch địa giới xã thuộc tỉnh Nghĩa Bình:
- Huyện Phù Mỹ

1. Chia xã Mỹ Thắng thành 2 xã lấy tên là xã Mỹ Thắng và xã Mỹ An.

- Huyện Tư Nghĩa

1. Chia xã Nghĩa An thành 2 xã lấy tên là xã Nghĩa An và xã Nghĩa Phú.

- Huyện Phù Cát

1. Chia xã Cát Hiệp thành 2 xã lấy tên là xã Cát Hiệp và xã Cát Lâm.
2. Chia xã Cát Thắng thành 2 xã lấy tên là xã Cát Thắng và xã Cát Hưng.
3. Tách các thôn Tân Thành, Vĩnh Hội của xã Cát Chánh và các thôn Tân Thắng, Chánh Oai của xã Cát Khánh để thành lập xã Cát Hải.
4. Chia xã Cát Chánh thành 2 xã lấy tên là xã Cát Chánh và xã Cát Tiến.
5. Chia xã Cát Khánh thành 2 xã lấy tên là xã Cát Khánh và xã Cát Thành.

### Năm 1984: Quyết định số 50-HĐBT
- Quyết định 50-HĐBT[8] ngày 22 tháng 3 năm 1984 của Hội đồng Bộ trưởng về việc đổi tên xã Bình Vĩnh, xã Bình Yến thuộc huyện Bình Sơn, tỉnh Nghĩa Bình:
- Huyện Bình Sơn

1. Xã Bình Vĩnh nay gọi là xã Lý Vĩnh,
2. Xã Bình Yến nay gọi là xã Lý Hải.

### Năm 1986: Quyết định 15-HĐBT
- Quyết định 15-HĐBT[9] ngày 19 tháng 2 năm 1986 của Hội đồng Bộ trưởng về việc điều chỉnh địa giới hành chính một số xã, thị trấn của các huyện An Nhơn, An Lão, Bình Sơn, Hoài Nhơn, Phù Mỹ và Tây Sơn thuộc tỉnh Nghĩa Bình:
- Huyện An Nhơn

1. Thành lập xã Nhơn Tân trên cơ sở sáp nhập 1581,5ha đất và 1.621 nhân khẩu của xã Nhơn Thọ và 1.400,8ha đất và 2.908 nhân khẩu của xã Nhơn Lộc.

- Huyện An Lão

1. Chia xã An Hòa thành hai xã lấy tên xã An Hòa và xã An Tân.
2. Chia xã An Quang thành hai xã lấy tên xã An Quang và xã An Nghĩa.

- Huyện Bình Sơn

1. Thành lập thị trấn Châu Ổ (thị trấn huyện lỵ huyện Bình Sơn) trên cơ sở sáp nhập 56,5 ha đất với 628 nhân khẩu của xã Bình Long; 60,7 ha đất với 3.477 nhân khẩu của xã Bình Thới; 35 ha đất với 930 nhân khẩu của xã Bình Trung và 1.286 nhân khẩu là cán bộ công nhân viên của các cơ quan, đơn vị trực thuộc huyện đóng tại thị trấn.

- Huyện Hoài Nhơn

1. Chia xã Bồng Sơn thành thị trấn Bồng Sơn và xã Hoài Tiến.

- Huyện Phù Mỹ

1. Chia xã Mỹ Đức thành hai xã lấy tên xã Mỹ Đức và xã Mỹ Châu.

- Huyện Tây Sơn

1. Chia xã Bình Hiệp thành hai xã lấy tên xã Bình Tân và xã Bình Thuận.

- Huyện Nghĩa Hành

1. Chia xã Hành Thuận thành hai đơn vị hành chính lấy tên là xã Hành Thuận và thị trấn Chợ Chùa.
2. Chia xã Hành Dũng thành hai xã lấy tên là xã Hành Dũng và xã Hành Nhân.
3. Chia xã Hành Đức thành hai xã lấy tên là xã Hành Đức và xã Hành Trung.

### Năm 1986: Quyết định 81-HĐBT
- Quyết định 81-HĐBT[10] ngày 3 tháng 7 năm 1988 của Hội đồng Bộ trưởng về việc mở rộng và đổi tên thị xã Quy Nhơn thành thành phố Quy Nhơn thuộc tỉnh Nghĩa Bình:
- Huyện Tuy Phước, thành phố Quy Nhơn

1. Sáp nhập xã Phước Thạnh của huyện Tuy Phước vào thị xã Quy Nhơn và đổi tên xã Phước Thạnh thành xã Nhơn Thạnh.
2. Đổi tên thị xã Quy Nhơn thành thành phố Quy Nhơn thuộc tỉnh Nghĩa Bình.

### Năm 1986: Quyết định 137-HĐBT
- Quyết định 137-HĐBT[11] ngày 7 tháng 11 năm 1986 của Hội đồng Bộ trưởng về việc điều chỉnh địa giới hành chính một số xã của các huyện Hoài Nhơn, Vĩnh Thạnh và Hoài Ân thuộc tỉnh Nghĩa Bình:
- Huyện Hoài Nhơn:

1. Chia xã Hoài Thanh thành hai xã lấy tên xã Hoài Thanh và xã Hoài Thắng.
2. Chia xã Tam Quan Bắc thành hai xã lấy tên xã Tam Quan Bắc và Tam Quan.
3. Chia xã Hoài Hảo thành hai xã lấy tên xã Hoài Hảo và xã Hoài Phú.
4. Chia xã Hoài Châu thành hai xã lấy tên xã Hoài Châu và xã Hoài Thuận.

- Huyện Vĩnh Thạnh:

1. Chia 3 xã Bình Quang, Vĩnh Hảo và Vĩnh Hiệp thành 4 xã lấy tên là xã Vĩnh Hảo, xã Vĩnh Hiệp, xã Vĩnh Quang và xã Vĩnh Thịnh.

- Huyện Hoài Ân:

1. Thành lập thị trấn Tăng Bạt Hổ - thị trấn huyện lị huyện Hoài Ân - trên cơ sở điều chỉnh một phần diện tích và nhân khẩu của các xã Ân Thạnh, Ân Đức, Ân Phong.
2. Chia xã Ân Tín thành 2 xã: Ân Tín và Ân Mỹ.

### Năm 1987: Quyết định 52-HĐBT
- Quyết định 52-HĐBT[12] ngày 13 tháng 2 năm 1987 của Hội đồng Bộ trưởng về việc chia một số xã và thành lập một số thị trấn của các huyện Ba Tơ, Đức Phổ, Mộ Đức, Phù Cát, Sơn Tịnh, Tuy Phước, Tư Nghĩa và thành phố Quy Nhơn thuộc tỉnh Nghĩa Bình:
- Huyện Ba Tơ

1. Thành lập thị trấn Ba Đình (thị trấn huyện lỵ huyện Ba Tơ) trên cơ sở sáp nhập các thôn Đá Bàng, Tài Năng (xã Ba đình); thôn Vã Nhăn, Con Dung (xã Ba Dung); thôn Tài Năng 1, Tài Năng 2 (xã Ba Rung) cùng huyện.
2. Giải thể xã Ba Đình, sáp nhập thôn Dốc Mốc vào xã Ba Trung và thôn Đồng Dinh vào xã Ba Dinh; đổi tên xã Ba Trung thành xã Ba Cung; đổi tên xã Ba Dung thành xã Ba Chùa.

- Huyện Đức Phổ

1. Thành lập thị trấn Đức Phổ (thị trấn huyện lỵ huyện Đức Phổ) trên cơ sở sáp nhập thôn Hoà An, 1 phần thôn An Tường (xã Phổ Hoà), thôn Vĩnh Lạc, 1 phần thôn Vĩnh Bình (xã Phổ Ninh), 1 phần thôn Tân Tự, 1 phần thôn Trường Sanh (xã Phổ Minh) cùng huyện.

- Huyện Mộ Đức

1. Thành lập thị trấn Đồng Cát trên cơ sở sáp nhập thôn 2 (trừ xóm Cây gạo), thôn 4 (trừ xóm Chòi), thôn 5 và thôn 6 của xã Đức Tân.

- Huyện Phù Cát

1. Thành lập thị trấn Ngô Mây (thị trấn huyện lỵ huyện Phù Cát) trên cơ sở sáp nhập 567 hécta đất với 9.790 nhân khẩu của xã Cát Trinh, 637 hécta đất với 487 nhân khẩu của xã Cát Tân.

- Huyện Sơn Tịnh

1. Giải thể xã Tịnh Ấn và xã Tịnh Phong để thành lập 3 đơn vị hành chính mới lấy tên là xã Tịnh Ấn Đông, xã Tịnh Ấn Tây và thị trấn Sơn Tịnh (thị trấn huyện lỵ huyện Sơn Tịnh).

- Huyện Tuy Phước

1. Thành lập thị trấn Tuy Phước (thị trấn huyện lỵ huyện Tuy phước) trên cơ sở sáp nhập 543, 82 hécta đất với 8.413 nhân khẩu của xã Phước Nghĩa và 36 hécta đất với 365 nhân khẩu của xã Phước Long.

- Huyện Tư Nghĩa

1. Cchia xã Nghĩa Trung thành hai đơn vị hành chính lấy tên là xã Nghĩa Trung và thị trấn La Hà.

- Thành phố Quy Nhơn

1. Giải thể xã Nhơn Thạnh để thành lập hai phường lấy tên là phường Bùi Thị Xuân và phường Trần Quang Diệu.

### Năm 1987: Quyết định 33A-HĐBT
- Quyết định 33A-HĐBT[13] ngày 14 tháng 2 năm 1987 của Hội đồng Bộ trưởng về việc chia một số xã của huyện Tây Sơn thuộc tỉnh Nghĩa Bình:
- Huyện Tây Sơn

1. Chia xã Bình An thành ba xã lấy tên là xã Tây An, xã Tây Bình và xã Tây Vinh.
2. Chia xã Bình Phú Khánh thành hai xã lấy tên là xã Tây Xuân và xã Tây Phú.
3. Chia xã Bình Giang thành hai xã lấy tên là xã Tây Thuận và xã Tây Giang.

### Năm 1989: Tái lập tỉnh Bình Định
- Quyết định của Quốc hội nước Cộng hòa Xã hội Chủ nghĩa Việt Nam ngày 30 tháng 6 năm 1989 chia tỉnh Nghĩa Bình thành 2 tỉnh: Quảng Ngãi và Bình Định[14]. Tỉnh Bình Định có 11 đơn vị hành chính gồm: Thành phố Quy Nhơn và 10 huyện: Hoài Ân, An Lão, Phù Mỹ, Phú Cát, An Nhơn, Tây Sơn, Vĩnh Thạnh, Vân Canh, Tuy Phước và Hoài Nhơn. Tỉnh lị đặt tại thành phố Quy Nhơn.

### Năm 1991: Quyết định số 659-TCCP
- Quyết định số 659-TCCP[15] ngày 14 tháng 12 năm 1991 của Ban Tổ chức Chính phủ về việc điều chỉnh địa giới thành lập xã, thị trấn thuộc các huyện Phù Mỹ và Vĩnh Thạnh, tỉnh Bình Định:
- Huyện Phù Mỹ

1. Thành lập thị trấn Phù Mỹ - thị trấn huyện lỵ huyện Phù Mỹ trên cơ sở 303 ha diện tích tự nhiên và 4.286 nhân khẩu của xã Mỹ Quang; 317 ha diện tích tự nhiên và 2.176 nhân khẩu của xã Mỹ Trinh; 40 7ha diện tích tự nhiên và 2.515 nhân khẩu của xã Mỹ Hòa.

- Huyện Vĩnh Thạnh

1. Tách 6.237ha diện tích tự nhiên và 203 nhân khẩu của xã Vĩnh Kim; 4.194ha diện tích tự nhiên và 496 nhân khẩu của xã Vĩnh Hảo và 1.015ha diện tích tự nhiên của xã Vĩnh Hiệp để di chuyển dân cư xã Vĩnh Hòa về địa điểm mới.
2. Giao 5.337ha diện tích tự nhiên vùng hồ thủy lợi Thuận Ninh (trước đây là địa điểm của xã Vĩnh Hòa) cho Ủy ban Nhân dân huyện Vĩnh Thạnh quản lý.

### Năm 1993: Nghị định 35-CP
- Nghị định 35-CP[16] ngày 3 tháng 6 năm 1993 của Chính phủ về việc đổi tên một số xã thuộc huyện Hoài Nhơn, tỉnh Bình Định:
- Huyện Hoài Nhơn

1. Đổi tên xã Hoài Thắng thành xã Hoài Thanh Tây.
2. Đổi tên xã Hoài Thuận thành xã Hoài Châu Bắc.
3. Đổi tên xã Hoài Tiến thành xã Bồng Sơn Tây.

### Năm 1994: Nghị định 66-CP
- Nghị định 66-CP[17] ngày 11 tháng 7 năm 1994 của Chính phủ về việc thành lập một số xã, thị trấn thuộc các huyện Tuy Phước và Hoài Nhơn, tỉnh Bình Định:
- Huyện Tuy Phước

1. Chia xã Phước Thành thành hai xã lấy tên xã Phước Thành và xã Phước Mỹ.
2. Thành lập thị trấn Diêu Trì trên cơ sở toàn bộ diện tích tự nhiên và dân số của xã Phước Long.

- Huyện Hoài Nhơn

1. Thành lập xã Hoài Hải trên cơ sở thôn Kim Giao của xã Hoài Hương và thôn Diêu Quang của xã Hoài Mỹ.
2. Sáp nhập xã Bồng Sơn Tây vào thị trấn Bồng Sơn.

### Năm 1997: Nghị định 118/1997/NĐ-CP
- Nghị định 118/1997/NĐ-CP[18] ngày 26 tháng 12 năm 1997 của Chính phủ về việc thành lập một số phường, thị trấn thuộc thành phố Quy Nhơn, các huyện An Nhơn và Hoài Nhơn, tỉnh Bình Định:
- Thành phố Quy Nhơn

1. Thành lập phường Ghềnh Ráng thuộc thành phố Quy Nhơn trên cơ sở 2.477,5 ha diện tích tự nhiên và 4.335 nhân khẩu của phường Quang Trung.
2. Thành lập phường Nguyễn Văn Cừ thuộc thành phố Quy Nhơn trên cơ sở 139,5 ha diện tích tự nhiên và 12.465 nhân khẩu của phường Quang Trung.
3. Thành lập phường Nhơn Bình thuộc thành phố Quy Nhơn trên cơ sở toàn bộ diện tích và dân số của xã Nhơn Bình.
4. Thành lập phường Nhơn Phú thuộc thành phố Quy Nhơn trên cơ sở toàn bộ diện tích và dân số của xã Nhơn Phú.

- Huyện Hoài Nhơn

1. Thành lập thị trấn Tam Quan thuộc huyện Hoài Nhơn trên cơ sở toàn bộ diện tích và dân số của xã Tam Quan.

- Huyện An Nhơn

1. Thành lập thị trấn Đập Đá thuộc huyện An Nhơn trên cơ sở toàn bộ diện tích và dân số của xã Đập Đá.

### Năm 1998: Nghị định 70/1998/NĐ-CP
- Nghị định 80/1998/NĐ-CP[19] ngày 4 tháng 9 năm 1998 của Chính phủ về việc thành lập các phường và xã thuộc thành phố Quy Nhơn và huyện Hoài Ân, tỉnh Bình Định:
- Thành phố Quy Nhơn

1. Thành lập phường Lý Thường Kiệt trên cơ sở điều chỉnh 22 ha diện tích tự nhiên và 334 nhân khẩu của phường Ngô Mây; 21 ha diện tích tự nhiên và 6.373 nhân khẩu của phường Lê Hồng Phong; 21,3 ha diện tích tự nhiên và 1.181 nhân khẩu của phường Trần Phú
2. Thành lập phường Thị Nại trên cơ sở điều chỉnh 172,6 ha diện tích tự nhiên và 5.979 nhân khẩu của phường Đống Đa; 14,3 ha diện tích tự nhiên và 4.121 nhân khẩu của phường Trần Hưng Đạo.

- Huyện Hoài Ân

1. Thành lập xã Ân Tường Đông và xã Ân Tường Tây thuộc huyện Hoài Ân trên cơ sở toàn bộ diện tích và dân số của xã Ân Tường.

### Năm 2002: Nghị định 46/2002/NĐ-CP
- Nghị định 46/2002/NĐ-CP[20] ngày 19 tháng 4 năm 2002 của Chính phủ về việc điều chỉnh địa giới hành chính để thành lập xã, thị trấn thuộc các huyện Phù Mỹ, Vân Canh, tỉnh Bình Định:
- Huyện Phù Mỹ

1. Thành lập thị trấn Bình Dương thuộc huyện Phù Mỹ trên cơ sở 392 ha diện tích tự nhiên và 5.420 nhân khẩu của xã Mỹ Lợi.
2. Thành lập xã Mỹ Chánh Tây thuộc huyện Phù Mỹ trên sơ sở 2.640 ha diện tích tự nhiên và 5.297 nhân khẩu của xã Mỹ Chánh.

- Huyện Vân Canh

1. Thành lập thị trấn Vân Canh - thị trấn huyện lỵ huyện Vân Canh trên cơ sở 1.396,61 ha diện tích tự nhiên và 2.861 nhân khẩu của xã Canh Thuận; 599,26 ha diện tích tự nhiên và 2.334 nhân khẩu của xã Canh Hiệp.

### Năm 2005: Nghị định 143/2005/NĐ-CP
- Nghị định 143/2005/NĐ-CP[21] ngày 15 tháng 11 năm 2005 của Chính phủ về việc điều chỉnh địa giới hành chính, thành lập xã, thị trấn thuộc huyện Vĩnh Thạnh; mở rộng thị trấn Phú Phong thuộc huyện Tây Sơn và mở rộng thành phố Quy Nhơn, tỉnh Bình Định:
- Huyện Vĩnh Thạnh

1. Điều chỉnh 3.204,17 ha diện tích tự nhiên và 309 nhân khẩu của xã Vĩnh Sơn về xã Vĩnh Kim quản lý.
2. Điều chỉnh 3.607,75 ha diện tích tự nhiên của xã Vĩnh Kim về xã Vĩnh Sơn quản lý.
3. Điều chỉnh 3.690,94 ha diện tích tự nhiên của xã Vĩnh Kim về xã Vĩnh Hảo quản lý.
4. Điều chỉnh 941 nhân khẩu của xã Vĩnh Kim về xã Vĩnh Quang.
5. Điều chỉnh 6.072,2 ha diện tích tự nhiên của xã Vĩnh Hoà về xã Vĩnh Hảo quản lý.
6. Điều chỉnh 1.828 ha diện tích tự nhiên của xã Vĩnh Hoà về xã Vĩnh Hiệp quản lý.
7. Điều chỉnh 1.258 nhân khẩu của xã Vĩnh Hoà về xã Vĩnh Thịnh.
8. Điều chỉnh 131,58 ha diện tích tự nhiên và 689 nhân khẩu của xã Vĩnh Hảo về xã Vĩnh Quang quản lý.
9. Thành lập xã Vĩnh Thuận trên cơ sở điều chỉnh 3.534,53 ha diện tích tự nhiên và 1.341 nhân khẩu của xã Vĩnh Quang.
10. Thành lập thị trấn Vĩnh Thạnh - thị trấn huyện lỵ của huyện Vĩnh Thạnh trên cơ sở điều chỉnh 936,49 ha diện tích tự nhiên và 5.874 nhân khẩu của xã Vĩnh Quang.
11. Thành lập xã Vĩnh Hoà trên cơ sở điều chỉnh 929,12 ha diện tích tự nhiên và 1.335 nhân khẩu của xã Vĩnh Thịnh; 2.003,58 ha diện tích tự nhiên và 702 nhân khẩu thuộc xã Tây Thuận, huyện Tây Sơn.

- Huyện Tây Sơn

1. Sáp nhập 41,3 ha diện tích tự nhiên và 2.185 nhân khẩu thuộc xã Tây Phú; 126,87 ha diện tích đất tự nhiên và 450 nhân khẩu thuộc xã Tây Xuân; 161,25 ha diện tích tự nhiên và 1.662 nhân khẩu thuộc xã Bình Thành; 449 ha diện tích tự nhiên và 2.871 nhân khẩu thuộc xã Bình Tường vào thị trấn Phú Phong.

- Huyện Tuy Phước, thành phố Quy Nhơn

1. Sáp nhập toàn bộ 6.810 ha diện tích tự nhiên và 4.748 nhân khẩu của xã Phước Mỹ, huyện Tuy Phước vào thành phố Quy Nhơn quản lý.

### Năm 2007: Nghị định 66/2007/NĐ-CP
- Nghị định 66/2007/NĐ-CP[22] ngày 11 tháng 4 năm 2007 của Chính phủ về việc điều chỉnh địa giới hành chính các xã Ân Hảo, An Hưng, An Trung, An Tân để thành lập xã Ân Hảo Đông, xã Ân Hảo Tây và thị trấn An Lão thuộc các huyện Hoài Ân, An Lão, tỉnh Bình Định:
- Huyện Hoài Ân

1. Thành lập xã Ân Hảo Tây thuộc huyện Hoài Ân trên cơ sở điều chỉnh 2.992,74 ha diện tích tự nhiên và 4.464 nhân khẩu của xã Ân Hảo.
2. Thành lập xã Ân Hảo Đông thuộc huyện Hoài Ân trên cơ sở 3.308,26 ha diện tích tự nhiên và 8.188 nhân khẩu còn lại của xã Ân Hảo.

- Huyện An Lão

1. Thành lập thị trấn An Lão, thị trấn huyện lỵ huyện An Lão trên cơ sở điều chỉnh 153,25 ha diện tích tự nhiên và 508 nhân khẩu của xã An Hưng; 1.020,83 ha diện tích tự nhiên và 2.316 nhân khẩu của xã An Trung; 472,12 ha diện tích tự nhiên và 2.350 nhân khẩu của xã An Tân.

### Năm 2011: Nghị quyết 101/NQ-CP
- Nghị quyết 101/NQ-CP[23] ngày 28 tháng 11 năm 2011 của Chính phủ về việc thành lập thị xã An Nhơn và thành lập các phường thuộc thị xã An Nhơn, tỉnh Bình Định:
- Thị xã An Nhơn

1. Thành lập thị xã An Nhơn thuộc tỉnh Bình Định trên cơ sở toàn bộ 24.264,36 ha diện tích tự nhiên và 178.817 nhân khẩu của huyện An Nhơn.
2. Thành lập các phường thuộc thị xã An Nhơn:
  1. Thành lập phường Bình Định thuộc thị xã An Nhơn trên cơ sở toàn bộ 612,27 ha diện tích tự nhiên và 17.408 nhân khẩu của thị trấn Bình Định.
  2. Thành lập phường Nhơn Hưng thuộc thị xã An Nhơn trên cơ sở toàn bộ 833,42 ha diện tích tự nhiên và 12.386 nhân khẩu của xã Nhơn Hưng.
  3. Thành lập phường Đập Đá thuộc thị xã An Nhơn trên cơ sở toàn bộ 507,13 ha diện tích tự nhiên và 16.785 nhân khẩu của thị trấn Đập Đá.
  4. Thành lập phường Nhơn Thành thuộc thị xã An Nhơn trên cơ sở toàn bộ 1.269,27 ha diện tích tự nhiên và 15.605 nhân khẩu của xã Nhơn Thành.
  5. Thành lập phường Nhơn Hòa thuộc thị xã An Nhơn trên cơ sở toàn bộ 2.792,58 ha diện tích tự nhiên và 18.017 nhân khẩu của xã Nhơn Hòa.
3. Sau khi thành lập thị xã An Nhơn và thành lập các phường thuộc thị xã An Nhơn:
  1. Thị xã An Nhơn có 24.264,36 ha diện tích tự nhiên và 178,817 nhân khẩu; có 15 đơn vị hành chính trực thuộc, gồm 05 phường: Bình Định, Nhơn Hưng, Đập Đá, Nhơn Thành, Nhơn Hòa và 10 xã: Nhơn An, Nhơn Phong, Nhơn Hạnh, Nhơn Hậu, Nhơn Mỹ, Nhơn Khánh, Nhơn Phúc, Nhơn Lộc, Nhơn Tân, Nhơn Thọ.
  2. Tỉnh Bình Định có 605.057,77 ha diện tích tự nhiên và 1.489.741 nhân khẩu; có 11 đơn vị hành chính trực thuộc, gồm: thành phố Quy Nhơn, thị xã An Nhơn và 09 huyện: An Lão, Hoài Ân, Hoài Nhơn, Phù Mỹ, Phù Cát, Vĩnh Thạnh, Vân Canh, Tây Sơn, Tuy Phước.

### Năm 2020: Nghị quyết số 932/NQ-UBTVQH14 của Ủy ban Thường vụ Quốc hội
- Nghị quyết số 932/NQ-UBTVQH14[24] ngày 22 tháng 4 năm 2020 của Ủy ban Thường vụ Quốc hội về việc thành lập thị xã Hoài Nhơn và thành lập các phường thuộc thị xã Hoài Nhơn, tỉnh Bình Định:
- Thị xã Hoài Nhơn

1. Thành lập thị xã Hoài Nhơn thuộc tỉnh Bình Định trên cơ sở toàn bộ 420,84 ha diện tích tự nhiên và 212.063 nhân khẩu của huyện Hoài Nhơn.
2. Thành lập các phường thuộc thị xã Hoài Nhơn:
  1. Thành lập phường Bồng Sơn thuộc thị xã Hoài Nhơn trên cơ sở toàn bộ 173,9 ha diện tích tự nhiên và 18.390 người của thị trấn Bồng Sơn.
  2. Thành lập phường Tam Quan thuộc thị xã Hoài Nhơn trên cơ sở toàn bộ 722 ha diện tích tự nhiên và 11.990 người của thị trấn Tam Quan.
  3. Thành lập phường Tam Quan Bắc thuộc thị xã Hoài Nhơn trên cơ sở toàn bộ 756 ha diện tích tự nhiên và 18.837 người của xã Tam Quan Bắc.
  4. Thành lập phường Tam Quan Nam thuộc thị xã Hoài Nhơn trên cơ sở toàn bộ 922 ha diện tích tự nhiên và 12.360 người của xã Tam Quan Nam.
  5. Thành lập phường Hoài Hảo thuộc thị xã Hoài Nhơn trên cơ sở toàn bộ 376,3 ha diện tích tự nhiên và 12.850 người của xã Hoài Hảo.
  6. Thành lập phường Hoài Thanh Tây thuộc thị xã Hoài Nhơn trên cơ sở toàn bộ 145,4 ha diện tích tự nhiên và 11.055 người của xã Hoài Thanh Tây.
  7. Thành lập phường Hoài Thanh thuộc thị xã Hoài Nhơn trên cơ sở toàn bộ 165,6 ha diện tích tự nhiên và 12.480 người của xã Hoài Thanh.
  8. Thành lập phường Hoài Hương thuộc thị xã Hoài Nhơn trên cơ sở toàn bộ 107,4 ha diện tích tự nhiên và 16.775 người của xã Hoài Hương.
  9. Thành lập phường Hoài Tân thuộc thị xã Hoài Nhơn trên cơ sở toàn bộ 275,9 ha diện tích tự nhiên và 18.096 người của xã Hoài Tân.
  10. Thành lập phường Hoài Xuân thuộc thị xã Hoài Nhơn trên cơ sở toàn bộ 100,8 ha diện tích tự nhiên và 8.348 người của xã Hoài Xuân.
  11. Thành lập phường Hoài Đức thuộc thị xã Hoài Nhơn trên cơ sở toàn bộ 637,2 ha diện tích tự nhiên và 13.800 người của xã Hoài Đức.
3. Sau khi thành lập thị xã Hoài Nhơn và thành lập các phường thuộc thị xã Hoài Nhơn:
  1. Thị xã Hoài Nhơn có 420,84 ha diện tích tự nhiên và 212.063 nhân khẩu; có 17 đơn vị hành chính trực thuộc, gồm 11 phường: Bồng Sơn, Tam Quan, Tam Quan Bắc, Tam Quan Nam, Hoài Hảo, Hoài Thanh Tây, Hoài Thanh, Hoài Hương, Hoài Tân, Hoài Xuân, Hoài Đức và 06 xã: Hoài Sơn, Hoài Châu Bắc, Hoài Châu, Hoài Phú, Hoài Hải, Hoài Mỹ.
  2. Tỉnh Bình Định có 606,62 ha diện tích tự nhiên và 1.486.918 nhân khẩu; có 11 đơn vị hành chính trực thuộc, gồm: thành phố Quy Nhơn, thị xã An Nhơn, thị xã Hoài Nhơn và 08 huyện: An Lão, Hoài Ân, Phù Mỹ, Phù Cát, Vĩnh Thạnh, Vân Canh, Tây Sơn, Tuy Phước.

### Năm 2021: Nghị quyết số 1188/NQ-UBTVQH14 của Ủy ban Thường vụ Quốc hội
Nghị quyết số 1188/NQ-UBTVQH14 ngày 12 tháng 1 năm 2021 của Ủy ban Thường vụ Quốc hội về việc thành lập thị trấn Cát Tiến thuộc huyện Phù Cát, tỉnh Bình Định:
1. Thành lập thị trấn Cát Tiến thuộc huyện Phù Cát trên cơ sở toàn bộ 17,64 km² diện tích tự nhiên và 11.597 người của xã Cát Tiến.

### Năm 2024: Nghị quyết số 1257/NQ-UBTVQH15 của Ủy ban Thường vụ Quốc hội
Nghị quyết số 1257/NQ-UBTVQH15 ngày 24 tháng 10 năm 2024 của Ủy ban Thường vụ Quốc hội về việc sắp xếp đơn vị hành chính cấp xã của tỉnh Bình Định giai đoạn 2023 – 2025 (nghị quyết có hiệu lực từ ngày 1 tháng 12 năm 2024). Theo đó:
- Sắp xếp các đơn vị hành chính cấp xã thuộc thành phố Quy Nhơn:
  - Sáp nhập toàn bộ 0,97 km² diện tích tự nhiên, quy mô dân số là 17.954 người của phường Lê Hồng Phong và toàn bộ 0,69 km² diện tích tự nhiên, quy mô dân số là 9.311 người của phường Lý Thường Kiệt vào phường Trần Phú. Sau khi nhập, phường Trần Phú có 2,32 km² diện tích tự nhiên và quy mô dân số là 38.806 người.
  - Sáp nhập toàn bộ 0,47 km² diện tích tự nhiên, quy mô dân số là 10.001 người của phường Trần Hưng Đạo và toàn bộ 0,57 km² diện tích tự nhiên, quy mô dân số là 14.090 người của phường Lê Lợi vào phường Thị Nại. Sau khi nhập, phường Thị Nại có 2,94 km² diện tích tự nhiên và quy mô dân số là 36.458 người.
  - Sau khi sắp xếp, thành phố Quy Nhơn có 17 đơn vị hành chính cấp xã, gồm 12 phường và 5 xã.
- Thành lập thị trấn thuộc huyện Phù Cát:
  - Thành lập thị trấn Cát Khánh trên cơ sở toàn bộ 30,74 km² diện tích tự nhiên và quy mô dân số là 17.358 người của xã Cát Khánh.
  - Sau khi thành lập thị trấn, huyện Phù Cát có 18 đơn vị hành chính cấp xã, gồm 15 xã và 3 thị trấn.

Sau khi sắp xếp các đơn vị hành chính cấp xã, tỉnh Bình Định có 11 đơn vị hành chính cấp huyện, gồm 8 huyện, 2 thị xã và 1 thành phố; 155 đơn vị hành chính cấp xã, gồm 115 xã, 28 phường và 12 thị trấn.
Ngày 12 tháng 6 năm 2025, Quốc hội ban hành Nghị quyết số 202/2025/QH15 về việc sắp xếp đơn vị hành chính cấp tỉnh (nghị quyết có hiệu lực từ ngày 12 tháng 6 năm 2025). Theo đó, sáp nhập tỉnh Bình Định vào tỉnh Gia Lai.